# Narsinghpur

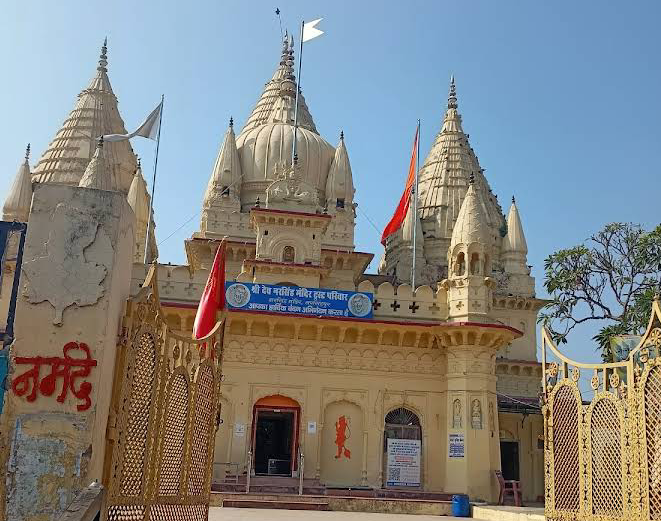
Tempel in Narsinghpur (2024)

Narsinghpur, auch Narsimhapur, ist eine Stadt im indischen Bundesstaat Madhya Pradesh. Die Stadt befindet sich im Zentrum des Bundesstaates. Die Stadt ist nach der mythologischen Figur Narasimha benannt, zu dessen Ehren ein Tempel in der Stadt errichtet wurde.
Die Stadt ist das Verwaltungszentrum des gleichnamigen Distrikt Narsinghpur. Narsinghpur hat den Status eines Municipal Council. Die Stadt ist in 30 Wards (Wahlkreise) gegliedert.

## Demografie
Die Einwohnerzahl der Stadt liegt laut der Volkszählung von 2011 bei 59.966. Narsinghpur hat ein Geschlechterverhältnis von 978 Frauen pro 1000 Männer und damit einen für Indien üblichen Männerüberschuss. Die Alphabetisierungsrate lag bei 89,6 % im Jahr 2011. 12,1 % der Bevölkerung sind Kinder unter 6 Jahren.